# Baquetas
La pena de baquetas era un antiguo castigo que por ciertos delitos se daba en la milicia. Se hace obligando al delincuente desnudo de medio cuerpo para arriba a correr una o muchas veces por medio de la calle que forman los soldados, los cuales al pasar el reo le dan en la espalda con las correas de baqueta, varas o portafusiles.
Según las reales órdenes españolas de 24 de noviembre de 1776 y 13 de junio de 1799, "todo cabo o soldado del ejército y de la real armada que sufra la pena de baquetas había de quedar separado del servicio por la infamia que le irroga este castigo en concepto de los demás" y debía cumplir el tiempo que le faltaba de su empeño, si lo tuviese y si no el de seis años, en uno de los presidios de África en calidad de presidiario. 